# بحيرة ميس
بحيرة ميس هي بحيرة في جبل إيدزيزا بارك الإقليمي شمال كولومبيا البريطانية، بكندا.